# ریکه مولر پدرسن
ریکه مولر پدرسن (به انگلیسی: Rikke Møller Pedersen) (زادهٔ ۹ ژانویهٔ ۱۹۸۹) شناگر اهل دانمارک است.